# Джафар (Дисней, 2019)
Джафа́р (англ. Jafar) — главный антагонист фильма «Аладдин» (2019), королевский визирь и доверенное лицо Султана. Роль исполнил Марван Кензари.
Джафар — королевский визирь и доверенное лицо Султана, ищущий волшебную лампу в Пещере Чудес, чтобы с помощью Джинни свергнуть Султана и захватить Аграбу. Он использует магию и своего попугая Яго для шпионажа. Визирь подстрекает Аладдина взять лампу, но не помогает ему выбраться из пещеры. Джафар хочет править Аграбой, несмотря на отсутствие королевских корней.

## В фильме
Джафар заманивает пленника в Пещеру Чудес, но она отвергает его, так как он недостоин. Пещера велит найти «необработанный алмаз». Джафар приказывает страже искать такого человека, но всё безуспешно. Тюремный надзиратель спрашивает Джафара, почему он заходит так далеко, напоминая ему, что он находится на втором месте после Султана. Далее надзиратель напоминает Джафару, что он второе лицо после Султана, однако без королевской крови не может стать правителем, что злит Джафара, и он сталкивает надзирателя в яму.
Принцесса Жасмин отвергает принца Андерса и его союз. Джафар советует Султану напасть на Шерабад, но тот отказывается, поскольку Шерабад является союзником Аграбы. Впоследствии Джафар пытается загипнотизировать Султана, но Жасмин прерывает его. Она хочет стать преемницей, но Джафар и Султан настаивают на её браке с королевской особой.
На следующую ночь Аладдин и Абу проникают во дворец, чтобы вернуть украденный браслет Жасмин. Их замечает Яго и докладывает Джафару, что нашёл «необработанный алмаз». Визирь представляется Аладдину и объясняет, что когда-то сам был нищим в Шерабаде, а также продемонстрировав свои навыки карманника, украв у Аладдина браслет Жасмин. Аладдин соглашается, в результате чего Джафар и его люди отводят Аладдина и Абу в Пещеру Чудес. Джафар приказывает Аладдину войти внутрь и взять лампу, предупреждая не трогать ничего, кроме лампы.
Аладдин берёт лампу, спасая ковёр-самолёт. Однако Абу трогает драгоценный камень, и пещера закрывается. С помощью ковра Аладдину и Абу удаётся добраться до Джафара у входа в пещеру. Аладдин умоляет его о помощи, но Джафар приказывает ему передать лампу. Убедившись, что Аладдин не собирается первым отдавать лампу, визирь, вместо того, чтобы помочь ему, наступает на руку Аладдина и толкает его обратно. Однако при этом на Джафара нападает Абу, который крадёт лампу.
В пещере Аладдин обнаруживает, что в лампе находится Джинни, который сначала сбит с толку, увидев его, отмечая, что должен быть «тот самый», который заставил Аладдина искать лампу, чтобы получить бесконечное богатство или власть. Как выясняется, Джинни поручено исполнить владельцу лампы три желания с некоторыми ограничениями, и что Джафар намеревался найти Джинни, чтобы захватить Аграбу. Аладдин впоследствии желает стать принцем, чтобы произвести впечатление на Жасмин.
Спустя время Джафар становится свидетелем эффектного прибытия Аладдина в Аграбу и присутствует на его встрече с Султаном и Жасмин, которая в конечном итоге не проходит хорошо. Той ночью Джафар пытается загипнотизировать Аладдина, но Джинни (в человеческом обличье) вмешивается и уводит Аладдина, дополнительно отметив, что Джафар, вероятно, является «тем самым». 
После этого раздражённый Джафар заставляет Яго шпионить за Аладдином. Затем Аладдин берёт Жасмин на прогулку на ковре-самолёте и убеждает её, что он всегда был принцем, а не вором. Джафар похищает Аладдина и угрожает бросить в море, но тот отказывается отдать лампу. Однако Абу и Ковру удаётся отправить Аладдину лампу, чтобы Джинни мог освободить его за счёт его второго желания.
Позже Джафар убеждает Султана, что принц Али замышляет войну Аграбы с Шерабадом. Затем на место прибывает Жасмин и доказывает ложность утверждений Джафара. Аладдин сердито заявляет, что Джафар пытался убить его и занять трон, но Джафар снова использует свой посох против Султана, гипнотизируя его и заставляя не доверять Аладдину. Однако Аладдин заметил это и разбил посох.
Султан сердито приказывает своим охранникам бросить Джафара в тюрьму. Оказавшись там, Джафар пытается обратиться к Хакиму, чтобы он подумал о том, как быстро меняется власть, но последний яростно заявляет, что верен только султану, а закон есть закон. После этого прилетает Яго с ключами от камеры и помогает Джафару освободиться.
На улице Аладдин натыкается на человека на улице, прежде чем вернуться в свой старый дом. Этот человек оказывается замаскированным Джафаром, который крадёт лампу и, вернувшись во дворец, желает стать султаном.
Он приказывает страже задержать Жасмин и её отца, а также приказать им собирать войска для подготовки к войне в Шерабаде. Жасмин убеждает стражу восстать против Джафара, но тот использует своё второе желание и становится самым могущественным колдуном. Джафар заключает Хакима, стражу, а также домашнего тигра Жасмин Раджу в темницу, и мешает Аладдину и Абу заполучить лампу обратно, изгоняя их в ледяную пустошь. Джинни же незаметно для Джафара телепортировал Ковёр к Аладдину, чтобы тот мог вернуться в Аграбу.
Джафар мучает Султана и Далию, заставляя Жасмин согласиться на брак.На свадебной церемонии Аладдин и Жасмин крадут лампу и убегают. Джафар делает Яго гигантским, однако попугай терпит неудачу, поскольку Султан хватает посох и бросает его вниз, возвращая Яго в нормальное состояние и позволяя Абу забрать лампу для Аладдина. Колдун яростно возвращает свой посох обратно к себе и использует его, чтобы создать гигантский песчаный торнадо, который отправляет героев и лампу обратно во дворец. Джафар заключает Жасмин, Султана и Далию в гигантские пузыри и насмехается над Аладдином за его неудачу, хвастаясь своей силой и намерениями создать для себя империю посредством войны.
Аладдин отмечает, что Джафар силён только благодаря Джинни. Джафар заявляет, что Джинни служит ему, но Аладдин указывает, что он всегда будет вторым по сравнению с Джинни. Разозлившись, Джафар использует своё третье желание, чтобы стать самым могущественным существом во Вселенной. Поняв, что на самом деле планирует Аладдин, Джинни отмечает, что в желании Джафара «есть много неопределённостей», но всё равно с радостью исполняет его. Джафар превращается во всемогущего джинна.
Когда Джафар пытается уничтожить Шерабад с помощью энергетического шара, его сковывают кандалы. Аладдин и Джинни объясняют, что Джафар теперь джинн и вынужден оставаться в новой лампе, пока его не освободят. Понимая, что его обманули, Джафар клянётся отомстить Аладдину и хватает с собой улетающего Яго. Джинни отправляет лампу в Пещеру Чудес. Раджа, Хаким и стражники освобождаются, а Джинни восстанавливает ковёр-самолёт.

## Оценки
Отзывы о персонаже от критиков были смешанными. Пользователи в Интернете прозвали персонажа «Горячим Джафаром». Сам актёр Марван Кензари в интервью Entertainment Weekly положительно оценил это прозвище. Когда в августе 2017 года появились новости о том, что Кензари будет играть злодея Джафара в новом «Аладдина», профиль актёра «взорвался» среди киноманов.
Беки Фуллер из Screen Rant пишет, что Джафар 2019 года не такой угрожающий, как в оригинале. Он критикует его за отсутствие харизмы и юмора, а также за слишком высокий голос. Отношения Джафара с Яго же, считает критик, не имеют никакого значения частично из-за того, что Яго теперь стал похож на обычную птицу, а единственный мотив действий Джафара заключается в том, что он просто хочет быть главным. Фуллер отметил, что Марван Кензари получил прозвище «горячий» Джафар, однако «быть красивым на самом деле не значит быть диснеевским злодеем». По его мнению, Джафар должен был быть более внушительным и жутким.
Меган О’Киф из Decider пишет, что актёр превратил Джафара в эмоционально травмированного выжившего, одержимого властью; Кензари удалось показать безжалостность Джафара и её корни, но фильм не дал ему возможности полностью раскрыться.
Business Insider отметил отличия событий фильма, связанных с Джафаром, от мультфильма. Так, Джафар не переодевался в старца, чтобы втереться в доверие Аладдину; не требовал у Султана жениться на Жасмин, чтобы стать правителем Аграбы; не был комично раздавлен дверью вместе с Яго во время песни «Принц Али»; после желания стать султаном получил не белый костюм, а тёмную чёрную мантию, похожую на одежду его оригинальной версии.